# Obchodní dům Bachner
Bachner je bývalý obchodní dům, funkcionalistická budova architekta Ericha Mendelsohna v centru Ostravy, na ulici Zámecké 1396/18. V období socialismu nesl jméno Horník. Budova je zapsanou kulturní památkou a značně cenným dílem moderní architektury.

## Historie
Mladší manželé Amalie (původem z Michalkovic) a Mořic/Mauritz (původem z Wilamovic v nedaleké Haliči) si roku 1908 otevřeli v Ostravě obchod s kuchyňským zbožím a domácími potřebami. Podnikání bylo úspěšné a vedlo k úvaze většího obchodního domu. Historie obchodního domu pro domácí potřeby se odvíjí od víceméně náhodného setkání syna-Ericha Bachnera na dovolené ve Svatém Mořici ve Švýcarsku, kde se seznámil v horském hotelu Chesa Chantarella (rétorománsky Chata Popelka) a trochu i sblížil s tehdy již respektovaným a slavným architektem Erichem Mendelsohnem, v hotelu již zavedeným hostem, a který také již proslul velkými, pozoruhodnými a minimálně v Německu velmi známými obchodními domy v Breslau (Wroclawi), Stuttgartu a Saské Kamenici (Chemnitz). Návrhu nového obchodního domu Mendelsohnem byla otevřena cesta. Hned následujícího jara 1932 byly zahájeny návrhové práce a ještě téhož roku dokončen i projekt , vydáno stavební povolení (18. srpna 1932) a započata stavba. Stavba byla dokončena v srpnu 1933 a kolaudována 29. září 1933. Vzápětí byl zahájen prodej. Stavbu provedl ostravský stavební podnik Strassmann, Glogar a Korn.

### Po roce 1939
Jak majitel a stavebník, tak architekt byli ohroženi nacistickým pronásledováním Židů. Mendelsohn jako dobře informovaná osoba o několik let dříve a opustil Německo, ihned po uchvácení moci nacisty a demontáži primárních demokratických struktur v březnu 1933 a uchýlil se do Londýna, posléze do USA. Synům Bachnerovy rodiny se zdařilo pohotově uniknout podzemními štolami dolů ze Slezské Ostravy do zabraného Těšínského Slezska (tehdy území Polska) krátce po "předčasném" průniku nacistických vojsk na území Ostravy. Následně pak s velkým štěstím do Mandátní Palestiny a později Izraele.

### Po roce 1948
Po roce 1945 a návratu některých členů rodiny Bachnerů byl započat, (ale není jisté zda ukončen) proces dearizace, tedy v pravém smyslu restituce, Erich Bachner je doložen jako národní správce obchodního domu. Později byl obchodní dům zcela znárodněn, přejmenován na Horník a ještě později začleněn do soustavy obchodních domů Prior. Na počátku 80. let se jej podařilo po podnětu J. Sapáka zanést do seznamu památek a v té době ještě vedení podniku vnímalo doporučení na uchování cenných částí, zejména fasády. Po výměně vedení byla rovněž vyměněna na přelomu 80. a 90. let okna (rámy) i prosklení schodiště. V novém tisíciletí byla o domě a Mendelsohnovi vydána v češtině monografie, jejímž autorem je Martin Strakoš.

## Popis
Je to řadový kvadratický dům ukázněně vřazený do sevřeného bloku mezi ulicemi Zámeckou, Puchmajerovou, Purkyňovou a (dnešním) náměstím Msgr. Šrámka. Část bloku byla později postižena bombardováním. Dům je vystavěn na nároží ulic Zámecké (vchod) a Puchmajerovy. Je na půdorysu prakticky celého disponibilního pozemku p.č. 462/3 rozměru 18 × 28,8 m. Kvádr vystupuje do výšky 22,8 metrů a v kontextu okolní těles se jeví pozorovateli skoro jako krychle, i když je jen obecným kvádrem, krychli blízkým. Ukázněně respektuje tělesnost okolních stavebních, vesměs starších těles. Důsledně se od nich (a nejen od nich) liší pojetím architektury, když fasáda je (zcela úmyslně a programově) plochá, jen jednosměrně artikulovaná a to proto, aby byl posílen vjem a krása hlavního základního tělesa. Půdorysné rozvržení je jednoduché, založené na obdélníku (proporčně se blížícímu čtverci čtverci) o stranách 18 × 24 metru, jehož prostorový vývin vytváří hlavní haly přízemí i všech poschodí a k němu přilehlému pruhu se schodišti, výtahy a toaletami o šířce 4,7 metru. Konstrukce budovy je z ocelového, obezděného a místy obetonovaného skeletu se zamýšlenou roztečí 6 × 6 m (přesná realita 5,62 x 5,69) místní produkce z Vítkovických železáren. Profily skeletu byly: I 330 (pilíře) a I 220 vodorovné (průvlaky) spojené přes přírubu nýtováním a obezděné příp. obetonované. Stropy jsou převážně betonové. Obvodový plášť je lehký, vyzděný z dutinových cihel a v líci opatřen jednostejným obkladem z fasádních obkladových kachlí hutného střepu, o formátech 6 × 30 × 1 cm, béžové a lehce našedlé barvy, systému Dursilit od předního evropského výrobce tohoto zboží, firmy RAKO Rakovník. Vnější plášť celé stavby je s důslednou pravidelností artikulován pásovými okny obepínajícími bezvýhradně obě stěny do obou ulic a podporující tak celistvý účinek prostého elementárního tělesa. Okna jsou v každém poli sdružena do páru (dvojice) přičemž základním elementem je jedno (prvek) okno o velikosti 150 × 240 cm, spřažené do páru a opticky provázané v celistvý ("běžící") "pás" (sekvenci). Profily oken byly subtilní kovové, převážně ocelové a patentově v ČSR vyráběné. Půdorysná osnova, její rytmus i prostorový vývin jsou důsledně propracovány v číselných podílech a násobcích 3 (30) a 6 (60). Ve výsledku je stavba klidná, minimalistická a založena na vjemu krásy z: elementární geometrie. Jak tomu došlo již dávnější historii opakovaně a jak se to již dříve projevovalo i v československé moderní architektuře (Oldřich Starý, Josef Kranz). Budova má ještě nízké, dovnitř bloku zabíhající těleso, jež je z ulice neviditelné. Sloužilo jako zázemí provozu a personálu.

## Galerie

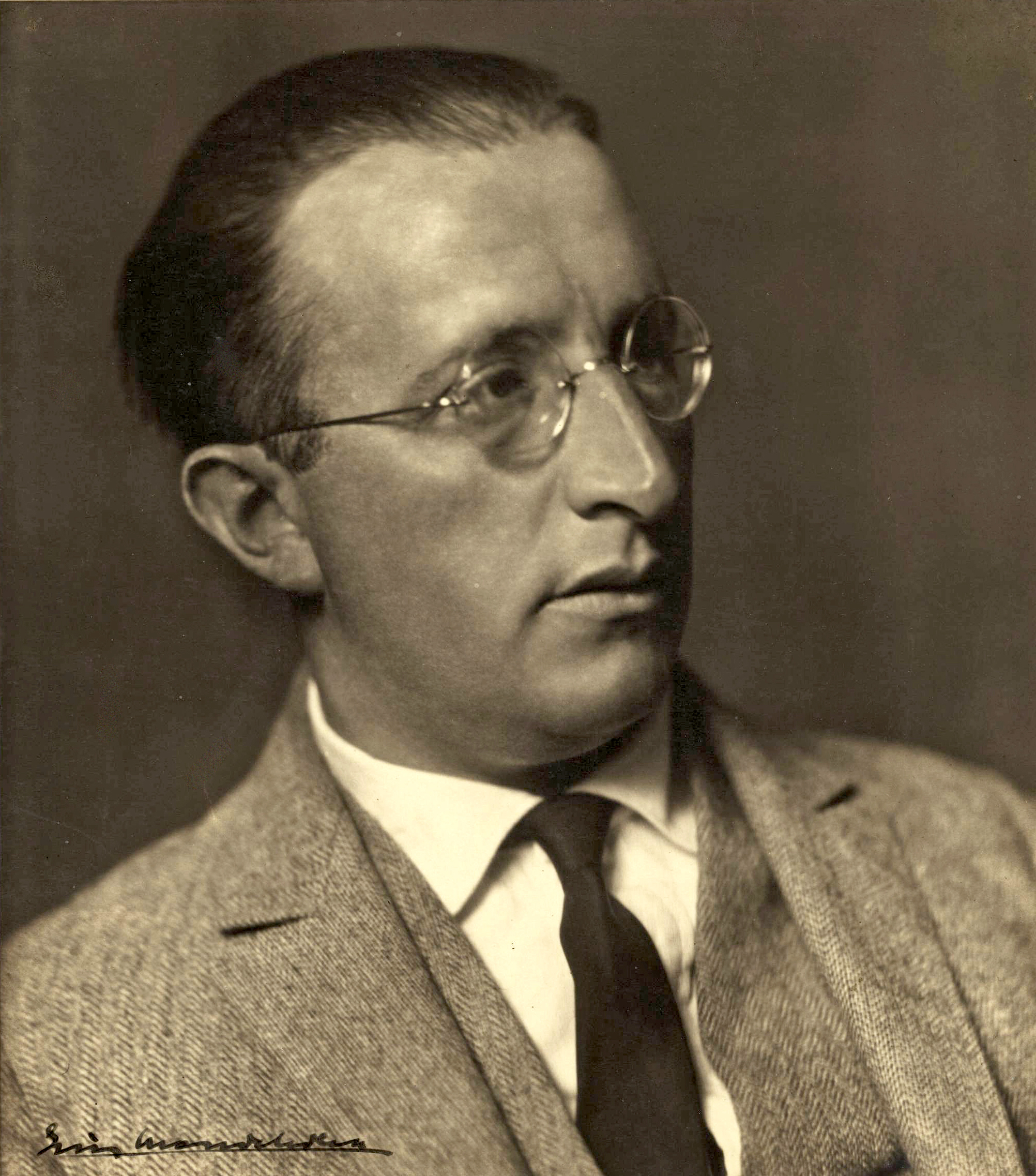
Portrét architekta Ericha Mendelsohna
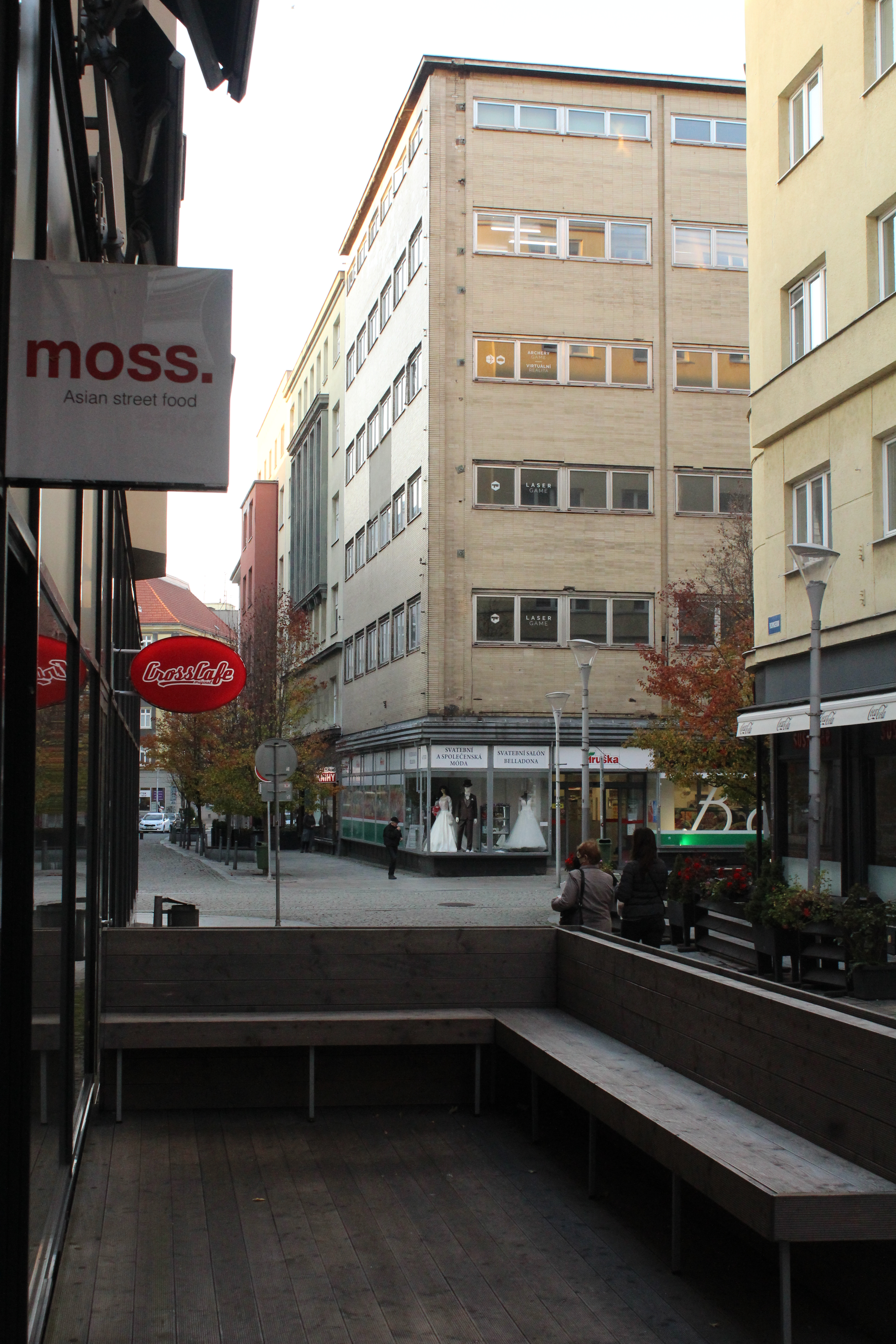
BACHNER pohled z východní části Puchmajerovy ulice 2021
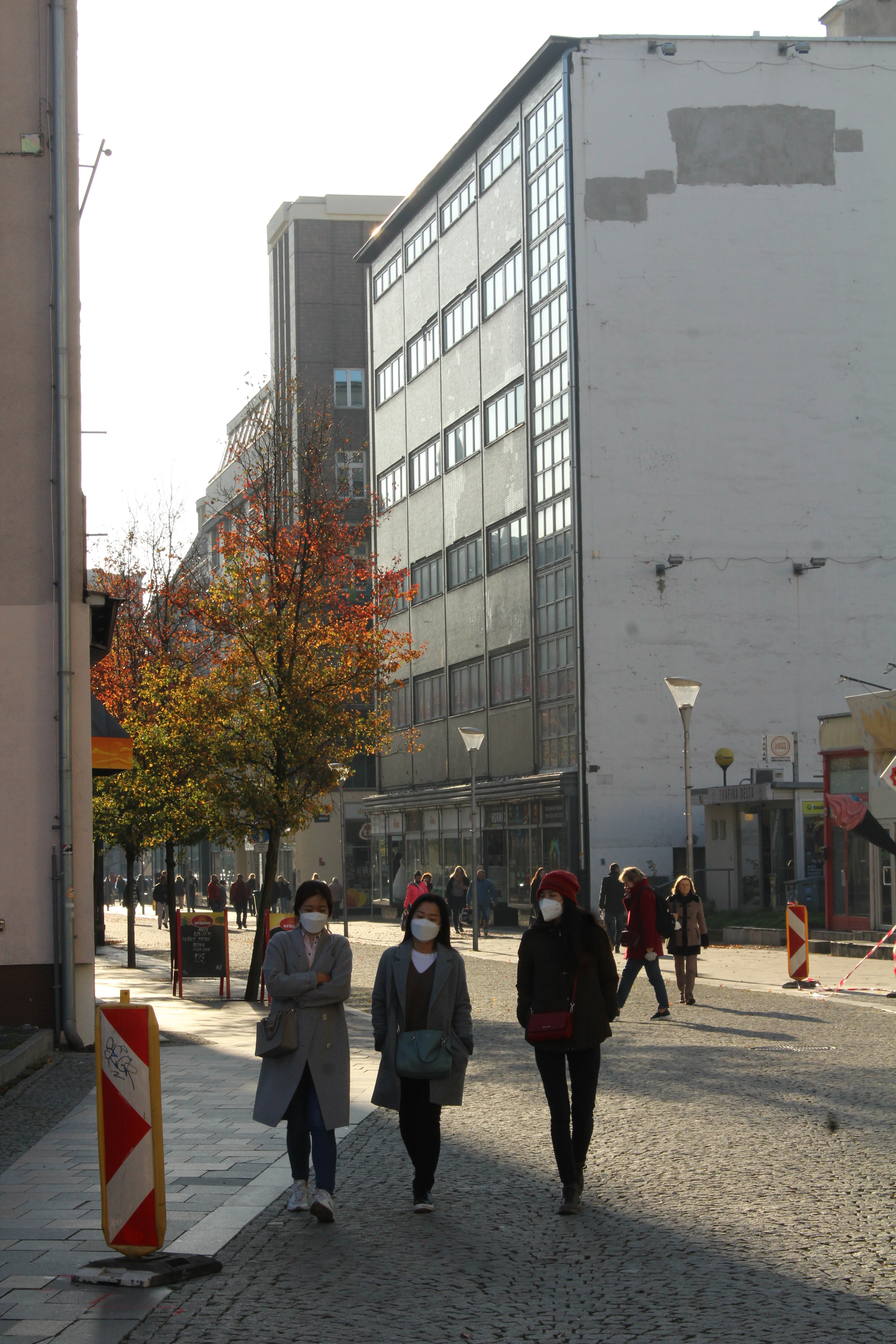
Obchodní dům Bachner/Horník od Masarykova náměstí 2021
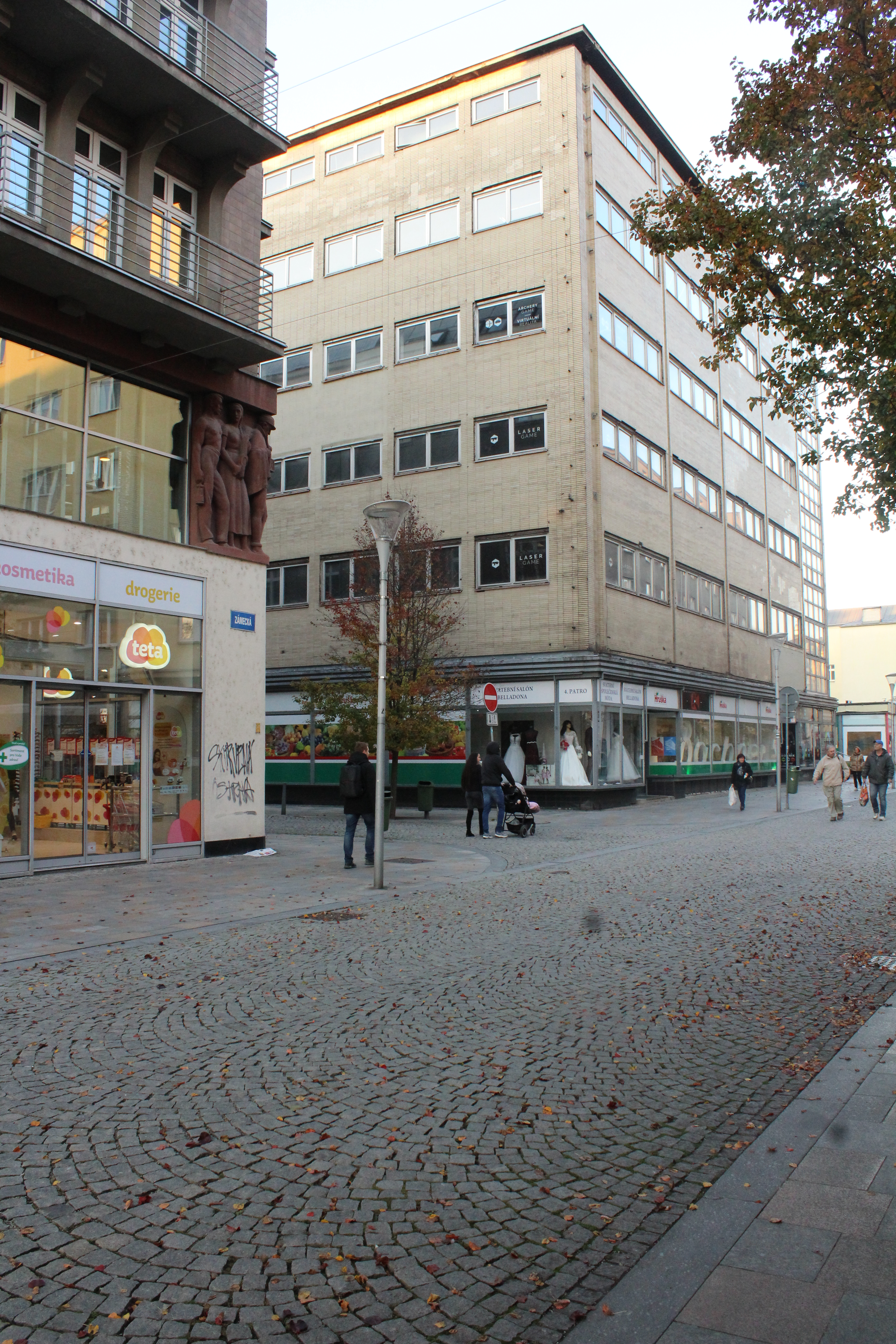
Obchodní dům Bachner dnes z jihozápadního dílu Zámecké ulice 2021
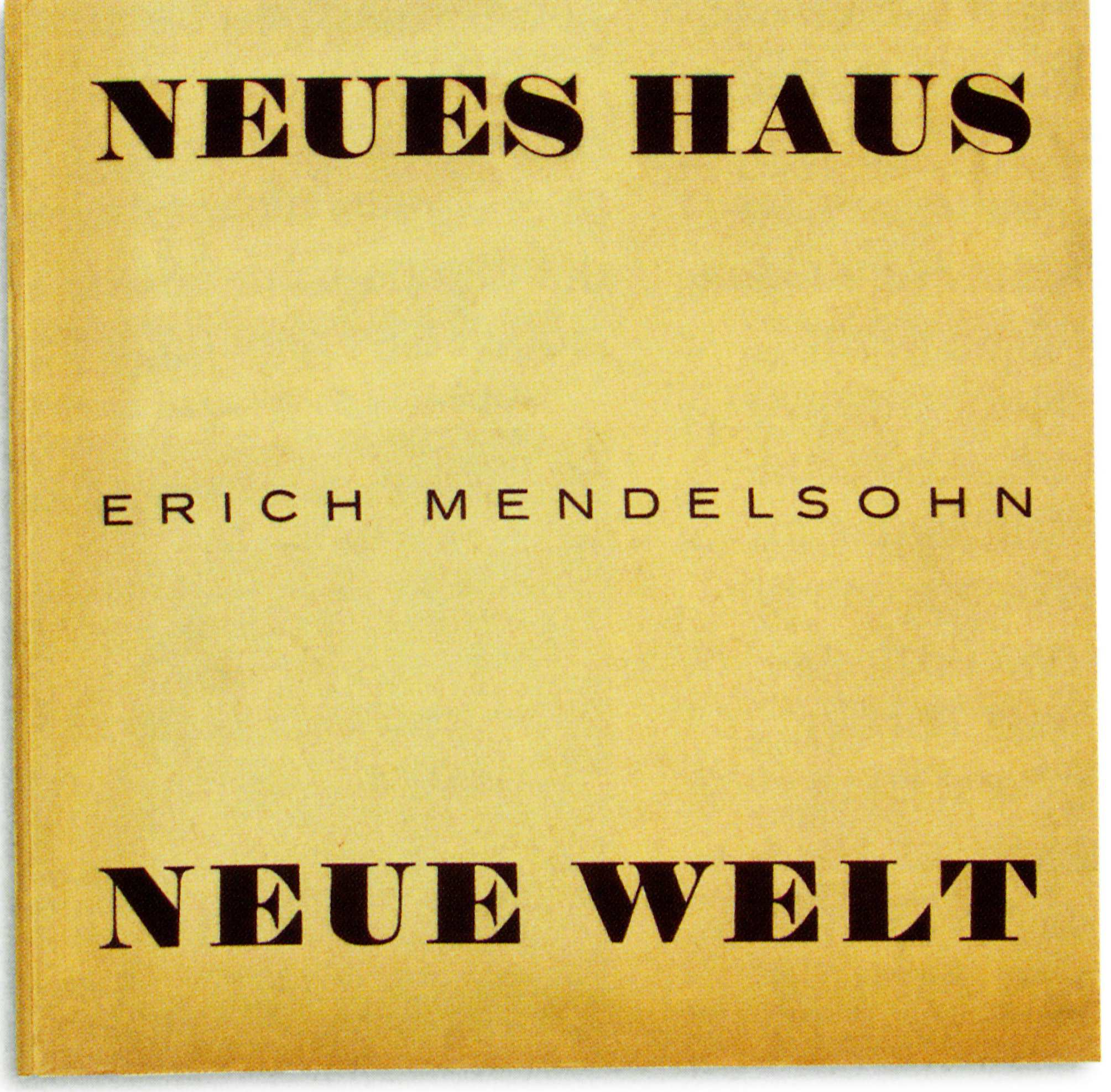
Mendelsonova kniha teoretických úvah ze stejného roku jako návrh domu Bachner